# Haitianisch-Kreolisch
Das Haitianisch-Kreolisch oder Kreyòl ist eine Kreolsprache, die in Haiti von etwa 10 Millionen Menschen gesprochen wird, also beinahe von der gesamten Bevölkerung des Landes (nur rund 5 % der Bevölkerung spricht auch Französisch). Ein bis zwei Millionen Sprecher der haitianischen Sprache leben in anderen Ländern. Haitianisch ist die Kreolsprache mit den meisten Sprechern.
Die Haitianer nennen die Sprache kreyòl ayisyen (französisch créole haïtien), kurz kreyòl (créole).

## Merkmale
Das Haitianische hat vor allem französische Wortwurzeln und eine „kreolisierte“ Grammatik. Sprachliche Einflüsse verschiedener westafrikanischer Sprachen (besonders aus dem Wolof, Fon und Ewe) sowie indianischer Sprachen (besonders aus dem Arawak und Carib) existieren nur im Wortschatz. Die Swadesh-Liste für Haitianisch weist nur Einträge aus dem französischen Wortschatz auf.
Es gibt drei regionale Dialekte: einen nördlichen Dialekt um Cap-Haïtian, einen südlichen Dialekt um Cayes und einen westlichen bzw. zentralen Dialekt um Port-au-Prince, der als Standardsprache angesehen wird. Sie unterscheiden sich in der Aussprache und durch verschiedene Präpositionen und pronominale Grammatikkonstruktionen.
Die Sprache ist auch in Soziolekte geteilt: Kreyòl swa [mildes Kreyòl] oder Kreyòl fransize [französisiertes Kreyòl] sowie bon Kreyòl [gutes Kreyòl], was auch als Kreyòl rèk [grobes Kreyòl] oder Kreyòl gwo [vulgäres Kreyòl] bezeichnet wird. Diese Soziolekte werden genutzt, um sich voneinander abzuheben (vor allem bei den Soziolekten, die nah am Französischen bleiben und von der haitianischen Elite genutzt werden, also swa oder fransize), während bon Kreyòl (wörtlich: gutes Kreol) ein Zeichen der Solidarität der niedrigeren Bevölkerungsschicht ist.
Einige bedeutende Merkmale der Aussprache sind die Entrundung von französischem /y/ und /ø/ zu /i/ und /e/, das Gleiche geschieht mit offenem /œ/. So gilt "Jezi" für Französisch "Jésus" und "sè" für Französisch "sœur". Am letzten Beispiel erkennt man auch, dass das haitianische Kreol eine nicht-rhotische Sprache ist. Das r wird nur vor Vokalen gesprochen.

## Geschichte

### Entstehung
Aufgrund der sprachlichen Vielfalt in Afrika im Allgemeinen und in Westafrika im Speziellen hatten die neu eingetroffenen Sklaven kein allgemein verständliches Kommunikationsmittel. Um miteinander und mit den Sklavenhaltern kommunizieren zu können, mussten sie eine neue Sprache lernen. Die Sprache bestand überwiegend aus Wörtern der Sprache der Sklavenhalter, jedoch mit einer anderen, anfangs oft stark vereinfachten Grammatik. In dem Maße, wie diese Pidgin-Sprache zur Muttersprache wurde, entwickelte sich daraus eine Kreolsprache.

### Verschriftlichung und Normierung
Von 1940 bis 1943 wurde die haitianische Sprache von H. Ormonde McConnell und Frank Laubach in eine schriftliche Form gebracht, welche bis 1979 von der haitianischen Regierung zur Alphabetisierung benutzt wurde.
1979 normierte das Nationale Pädagogische Institut (Institut Pédagogique National) die Rechtschreibung nach Grundsätzen, die an der Indiana University unter der Leitung von Albert Valdman ausgearbeitet worden waren.

### Heutiger Status
Seit 1961 besitzt die haitianische Sprache den Status als Amts- und Unterrichtssprache. Alle Schulbücher der unteren Klassen werden bereits auf Haitianisch veröffentlicht. Es existieren Zeitungen, Radio- und Fernsehprogramme auf Haitianisch. Die Literatursprache besteht seit Félix Morisseau-Leroy, der in den 1940er und 1950er Jahren erste Werke in der Sprache des Volkes herausbrachte.
Ca. 5–10 % der Bevölkerung Haitis sind zweisprachig mit Französisch, jedoch besitzt Haitianisch einen niedrigeren sozialen Status, vor allem bei Haitianern europäischer und europäisch-afrikanischer Herkunft.